# ソブリン債
ソブリン債（ソブリンさい、英: sovereign bond）とは、各国の政府又は政府関係機関が発行し又は保証している債券（国債など）のこと。
ソブリン債は国や政府関係機関の信用を引当てとしている。特にOECD加盟国などのものは利率が低いが信用格付けが高いため投資適格債と判断されやすい。これとは逆に、利回りは高く設定されているが、一般的に信用格付けが低く元本割れが発生するリスクが高いのがハイイールド債である。

## 概要
ソブリン債も事業債と同様に、デフォルトが生じることがある（en:Sovereign default）。一例として、日本は1942年に、第二次世界大戦開始に伴い連合国への支払いが行えなくなったことにより、米ドル建て国債のデフォルトに陥った。

## 経済制裁の手段として
- 2019年、アメリカ合衆国はロシアとウクライナの関係が緊迫する中で、ロシアに対する経済制裁としてアメリカ国内の投資家に対して非ルーブル建てロシアソブリン債の発行市場への参加を禁止する措置を課した。さらにロシア・ウクライナ危機 (2021年-2022年)が悪化すると自国の金融機関に対しルーブル建てロシアソブリン債の発行市場に参加することも禁止した。重ねて2022年ロシアのウクライナ侵攻が起きるとロシアソブリン債の流通市場への参加も禁止した[3]。この時には日本も同調してロシアソブリン債の発行、流通市場への参加を禁止している[4]。